# جيفري دانيلز
جيفري دانيلز (بالإنجليزية: Jeffrey Daniels) هو مهندس معماري أمريكي، ولد في 17 فبراير 1953 في نيويورك في الولايات المتحدة.